# Scheloribates rugiceps
Scheloribates rugiceps är en kvalsterart som beskrevs av Balogh 1962. Scheloribates rugiceps ingår i släktet Scheloribates och familjen Scheloribatidae. Inga underarter finns listade i Catalogue of Life.